# Mirtha Torres
Mirtha Torres fue una actriz de reparto cinematográfica uruguaya que hizo parte de su carrera en Argentina.

## Carrera
Torres actuó en una decena de filmes durante la década de oro del cine argentino, en algunas de ellas como primera figura femenina. Se lució junto a brillantes y reconocidos artistas como Tita Merello, Ubaldo Martínez, Alberto de Mendoza, Mario Fortuna, Sergio Renán, Benito Cibrián, Warly Ceriani, Pepe Iglesias, entre otros.
Debutó con los films uruguayos de 1949: Detective a contramano,  junto a Juan Carlos Mareco; y El ladrón de sueños en el personaje de "Rosita Trapito", junto con Santiago Gómez Cou, Judith Sulián y Enrique Guarnero.
La mayoría de los filmes que realizó en Argentina fueron bajo la dirección de Mario Soficci, ya que ella era una de las actrices favoritas que tuvo.

## Filmografía
- 1949: Detective a contramano
- 1949: El ladrón de sueños
- 1951: Pasó en mi barrio
- 1952: Ellos nos hicieron así
- 1952: Los sobrinos del zorro
- 1953: Una ventana a la vida
- 1954: Barrio gris
- 1954: La dama del mar
- 1955: El curandero.[2]